# Pålsboda kommunblock
Pålsboda kommunblock var ett tidigare kommunblock i Örebro län.

## Administrativ historik
Den 1 januari 1964 grupperades Sveriges 1006 dåvarande kommuner i 282 kommunblock som en förberedelse inför kommunreformen 1971. Pålsboda kommunblock bildades då av Sköllersta landskommun samt delar av landskommunerna Ekeby och Gällersta (Ekeby församling) och Asker (Askers församling). Kommunblocket hade vid bildandet 9048 invånare.
1967 delades kommunblocken in i A-regioner och Pålsboda kommunblock kom då att tillhöra Örebro a-region.
1970 upplöstes och delades kommunblocket. Sköllersta landskommun fördes då till Hallsbergs kommunblock medan Ekeby församling i Ekeby och Gällersta landskommun fördes till Kumla kommunblock och Askers församling i Askers landskommun fördes till Örebro kommunblock.